# Kirari to Fuyu
Kirari to Fuyu (きらりと冬, "Inverno com Kirari") é o terceiro álbum de Koharu Kusumi, lançado como parte de "Tsukishima Kirari starring Kusumi Koharu (Morning Musume)" (月島きらり starring 久住小春(モーニング娘。)). O álbum foi lançado em 17 de dezembro de 2008 na edição limitada (EPCE-5606) e a normal (EPCE-5608). A edição limitada vem com um DVD bônus e um cartão. Foi a primeira vez que a edição normal veio com um adesivo.

## História
O álbum foi lançado em 17 de dezembro de 2008 no Japão pela gravadora Zetima. Ficou entre os 26º álbuns mais vendidos na Oricon. O álbum foi cantado por Koharu Kusumi do grupo Morning Musume,  que interpreta Kirari Tsukishima, a cantora heroína fictícia da série de anime Kilari (Kirarin Revolution).
O álbum contém doze faixas, incluindo duas faixas bónus lançadas no 5º single da canção, Papancake, e as quatro primeiras (nos lados A e B), dois singles do grupo MilkyWay, interpretadas pelo trio Koharu Kusumi. Sayaka Kitahara e Yū Kikkawa do grupo Hello! Pro Egg. Papancake e quatro músicas das MilkyWay, serviram como tema de abertura e encerramento de Kilari. 
O álbum também foi lançado em formato CD+DVD edição limitada, com uma capa diferente e um DVD que continha as versões alternativas dos vídeos musicais dos singles, interpretações "ao vivo", e um "making of".

## Lista de faixas

### CD
| N.º | Título                                                                                                 | Letrista(s)                     | Compositor(es)                  | Arranjador(es)               | Duração |
| --- | --- | ------------------------------- | ------------------------------- | ---------------------------- | ------- |
| 1.  | "Koi Sign" (コイサイン, Koi Sain, lit. "Sinal do Amor")                                                | Kaneko Yūhei (金子雄平)         | Takashi Hayato (隆勇人)         | Keiroku Araki (荒木啓六)     | 3:19    |
| 2.  | "Anataboshi" (アナタボシ, lit. "Sua Estrela") (MilkyWay)                                               | 2°C                             | Yūya Saitō (斎藤悠弥)           | Yūya Saitō (斎藤悠弥)        | 3:26    |
| 3.  | "Papancake" (パパンケーキ, Papankēki, junção de "papa" (papai) e "pancake" (panqueca)                  | 2°C                             | FIREWORKS                       | Jirō Miyanaga (宮永治郎)     | 4:11    |
| 4.  | "Love Tick" (ラブチク, Rabu Chiku)                                                                     | Dai Murai (村井大)              | Dai Murai (村井大), A. Vivaldi  | Dai Murai (村井大)           | 3:44    |
| 5.  | "Oh! Tomodachi" (Oh! トモダチ, lit. "Oh! Amiga")                                                       | 2°C                             | BOUNCEBACK                      | BOUNCEBACK                   | 4:18    |
| 6.  | "Mascara/Colorful" (マスカラフル, Masukarafuru, junção de "máscara" e "colorful" (colorido)            | Dai Murai (村井大)              | Dai Murai (村井大)              | Dai Murai (村井大)           | 3:59    |
| 7.  | "Puppy Love" (パピーラブ, Papī Rabu)                                                                   | AKIRASTAR                       | AKIRASTAR                       | AKIRASTAR                    | 3:27    |
| 8.  | "Soramimi Do Re Mi" (ソラミミドレミ, lit. "Ouvindo Dó-Ré-Mi Desafinado")                               | Fukumoto Koushirou (福本公四郎) | Fukumoto Koushirou (福本公四郎) | Araki Keiroku (荒木啓六)     | 2:45    |
| 9.  | "Gamushalala" (ガムシャララ, Gamusharara, junção de "gamushara" ("imprudente") e "shalala") (MilkyWay) | 2°C                             | Murai Dai (村井大)              | Murai Dai (村井大)           | 4:03    |
| 10. | "Tan Tan Tān!" (タンタンターン！) (MilkyWay)                                                           | Maeyamada Kenichi (前山健一)    | Maeyamada Kenichi (前山健一)    | Maeyamada Kenichi (前山健一) | 4:31    |
| 11. | "Sansan Gogo" (サンサンGOGO, lit. "Tarde Brilhante") (MilkyWay)                                        | 2°C                             | Yoshida Katsuya (吉田勝弥)      | Yoshida Katsuya (吉田勝弥)   | 4:30    |
| 12. | "Yume no Balloon" (夢のバルーン, Yume no Barūn, lit. "Sonho de Balão")                                 | Yato Ritsuko (谷藤律子)         | Yanagisawa Hideki (若林充)      | Ito Shun (伊藤俊)            | 4:17    |

### DVD - Edição Limitada
1. Papancake (Close-up Ver.)
2. Papancake (Live Ver.)
3. Anataboshi (Dance Shot Ver.) - MilkyWay
4. Anataboshi (Live Ver.) - MilkyWay
5. Tan Tan Taan! (Dance Shot Ver.) - MilkyWay
6. Tan Tan Taan! (Anime Ver.) - MilkyWay
7. Jacket Satsuei Making ( ジャケット撮影メイキング ) - Making of de jacket photoshoot